# 501
| 501                |
| ------------------ |
| Dødsfald - Fødsler |
|                    |

| Gregoriansk kalender | 501 DI                  |
| Ab urbe condita      | 1254                    |
| Armensk kalender     | I/T                     |
| Kinesiske kalender   | 3197 – 3198 庚辰 – 辛巳 |
| Etiopisk kalender    | 493 – 494               |
| Jødisk kalender      | 4261 – 4262             |
| Hindukalendere       |                         |
| - Vikram Samvat      | 556 – 557               |
| - Shaka Samvat       | 423 – 424               |
| - Kali Yuga          | 3602 – 3603             |
| Iransk kalender      | 121 BP – 120 BP         |
| Islamisk kalender    | 125 BH – 124 BH         |

Se også 501 (tal)

## Født
- Khosrau 1., konge af Sassanideriget